# Просветов, Иван Игоревич
Иван Игоревич Просветов (род. 5 марта 1999, Ступино, Московская область) — российский хоккеист, вратарь.

## Биография
Начал заниматься хоккеем в пять лет в «Капитане» Ступино, первый тренер Михаил Васильевич Шибаев (команда 1998—1999 года рождения). В 2009—2010 годах играл за ЦСКА, нo через два года вернулся в «Капитан». В сезонах 2013/14 — 2015/16 — в ХК «Русь» Москва. В возрасте 13—14 лет полтора года не участвовал в официальных матчах.
На ярмарке юниоров КХЛ 2016 года был выбран под 6 номером ХК «Сочи». 5 октября 2018 года права на Просветова были обменяны из «Сочи» в СКА на Егора Рыкова. В июле 2019 СКА обменял его обратно в «Сочи» на Ивана Налимова. Через год был обменян в ЦСКА на Михаила Бердина.
В 2016 году уехал в США, где два сезона играл за команды юниорских лиг «Миннесота Маджишенс» (Североамериканская хоккейная лига, 2016/17) и «Янгстаун Фантомс» (Хоккейная лига США, 2017/18).
На драфте НХЛ 2018 года был выбран в 4-м раунде под общим 114-м номером клубом «Аризона Койотис». Стал первым российским хоккеистом, выбранным в 18 лет в первых раундах драфта, при этом не сыгравшим ни одного матча за сборную России какого-либо возраста. 1 июля 2019 года подписал с «Аризоной» трёхлетний контракт.
Сезон 2018/19 провёл в команде Хоккейной лиги Онтарио «Сагино Спирит». Со следующего сезона стал выступать за фарм-клуб «Койотис» «Тусон Роудраннерс» из АХЛ. Сыграл пять матчей за «Рапид-Сити Раш» (Хоккейная лига Восточного побережья).
Весной 2021 года основные вратари «Аризоны Койотис» Дарси Кемпер и Антти Раанта были травмированы. Гостевую игру против «Колорадо Эвеланш» (3:9), состоявшуюся 31 марта, в воротах «Аризоны» начал Эдин Хилл. Пропустив за шесть первых минут четыре шайбы, он был заменён на Просветова, который, дебютировав в НХЛ, отразил 23 броска из 28. Всего в этом и следующем сезонах Просветов сыграл в НХЛ по три матча. 24 мая 2022 года контракт был продлён на один год. Сам Просветов ранее заявлял, что он до 27 лет принадлежит «Аризоне».
В сезоне 2023/24 сыграл 11 матчей за «Колорадо Эвеланш» и одержал 4 победы. За «Колорадо Иглз» в АХЛ сыграл 21 матч.
1 августа 2024 года подписал контракт на три года с ЦСКА, а уже в мае 2025 года контракт был расторгнут по обоюдному согласию (спортивные права на хоккеиста остались за ЦСКА).